# آیا آدم‌مصنوعی‌ها خواب گوسفند برقی می‌بینند؟
آیا آدم مصنوعی‌ها خواب گوسفند برقی می‌بینند؟ (به انگلیسی: Do Androids Dream of Electric Sheep?) نام رمانی علمی تخیلی، نوشته فیلیپ ک. دیک نویسندهٔ آمریکایی است. این داستان به دغدغه‌های روحی که برای مردی به نام ریک دکارد پیش می‌آید می‌پردازد. زمان وقوع داستان در نسخه اصلی سال ۱۹۹۲ بوده که در نسخه جدید آن به سال ۲۰۲۱ تغییر کرده‌است. داستان بر روی کره زمین، که پس از آخرین جنگ جهانی گرفتار آلودگی‌های رادیواکتیو فراوان شده‌است رخ می‌دهد. اکثر انسان‌هایی که زنده مانده‌اند به سوی سیارات دیگر گریخته‌اند و بازماندگان با مشکلاتی فراوان درگیرند. بحران هویت و تردید در شناخت کار صحیح از جمله مشکلاتی است که ریک دکارت را در این داستان درگیر کرده‌است.

## دربارهٔ کتاب
دکارد، جایزه بگیری∗ است که برای پلیس شهر سانفرانسیسکو کار می‌کند. وظیفه او یافتن و بازنشست کردن∗ آدم مصنوعی‌هایی∗ است که به صورت غیرقانونی وارد زمین شده‌اند.
با اتمام جنگ جهانی آخر که حیات وحش زمین را تا مرز نابودی کشاند راهی جز مهاجرت به دیگر سیارات برای بشر باقی نماند. در این هنگام بود که تولید آدم مصنوعی‌ها نیز به شدت رونق پیدا کرد. هر انسانی برای تحمل سختی‌ها و غربت مهاجرنشین‌ها یک آدم مصنوعی می‌خرید. آدم مصنوعی‌ها که حالتی برده مانند دارند روز به روز پیشرفته‌تر و باهوش‌تر می‌شوند و برخی از آن‌ها برای رسیدن به زندگی بهتر و آزادی اربابان خود را کشته و به زمین فرار می‌کنند. شناسایی آن‌ها از انسانها و بازنشست کردنشان وظیفه جایزه بگیرها است. جدیدترین نوع آدم مصنوعی‌ها را تنها با کمک آزمونی که به بررسی میزان حس همدردی در فرد مورد آزمایش قرار گرفته می‌پردازد، می‌توان بازشناخت. خط اصلی داستان به حوادثی که در حین بازنشست کردن چند آدم مصنوعی برای دکارد پیش می‌آید می‌پردازد.
از جمله مشخصه‌های جامعه‌ای که فیلیپ کی. دیک ترسیم کرده، می‌توان به دستگاه روحیه ساز∗ اشاره کرد. دستگاهی که با دادن هر کد خاص به آن روحیه انسان را تنظیم می‌کند. به عنوان مثال کدهایی برای اشتیاق به تماشای تلویزیون فارغ از اینکه چه برنامه‌ای در حال پخش است! یا احساس احترام رضایت بخش نسبت به برتری درک و فهم شوهر در همه زمینه‌ها! را می‌توان نام برد.
در این کتاب حیوانات نقشی مهم در جامعه تنها مانده زمینی دارند. هر انسانی خود را موظف به نگهداری از حیوانی، از بین معدود حیوانات زنده مانده، می‌داند. و در صورتی که پول یا امکان خرید حیوانی واقعی را نداشته باشد، نمونه مصنوعی آن را که تفاوتی با نسخه اصلی ندارد نگه می‌دارد.
یکی دیگر از مشخصه‌های مهم این جامعه اعتقاد به مکتبی به نام مرسریسم ∗ است. مکتبی فلسفی- مذهبی که حس همدلی انسان‌ها را تقویت کرده و حس تنهایی عمیق را از آن‌ها دور می‌کند. اساس این مکتب بر پایه داستان وجود مردی به نام ویلبور مرسر ∗ است که در زمان قبل از جنگ می‌زیسته. او توانایی به عقب برگرداندن زمان و دوباره زنده کردن حیوانات را دارد. ولی دشمنانش که زنده کردن مردگان را ممنوع می‌دانند او را گرفته و غده‌ای در مغزش را که منبع این قدرت او بود، با تشعشعات کبالت رادیو اکتیو بمباران کردند. در اثر این کار او به دنیای مردگان، جایی در زیر زمین پرتاب شد. او در تلاشی همیشگی برای بازگشت به زمین و در صعودی دائمی است. او همواره در حال بالا رفتن از تپه‌ای بی انتهاست، صعودی که روزها طول می‌کشد و پس از آنکه با بالای تپه رسید صعود دوباره از نو آغاز می‌شود. هر انسانی با در دست گرفتن دسته‌های دستگاهی معروف به همدلی به همجوشی با مرسر می‌رسد. او وارد دنیای زیر زمین شده و خود را در نقش مرسر می‌بیند و در همین حال حضور تمام انسانهای دیگر که در آن لحظه در حال همجوشی با مرسر هستند را در خود احساس می‌کند.

## اقتباس‌ها
از روی این کتاب در سال ۱۹۸۲ فیلم بلید رانر (Blade Runner)، که آن را شاخص‌ترین فیلم ژانر سایبرپانک می‌دانند، به کارگردانی ریدلی اسکات ساخته شد.
در سال ۲۰۱۷ ادامه‌ای بر این فیلم به نام بلید رانر ۲۰۴۹ (Blade Runner 2049) به کارگردانی دنی ویلنوو ساخته شد.